# Шкала Лайкерта
Шкала Лайкерта (англ. Likert scale (/ lɪkərt /), шкала сумарних оцінок) — психометрична шкала, яка часто використовується в анкетах і анкетних дослідженнях (розроблена в 1932 році Ренсісом Лайкертом). При роботі зі шкалою особа оцінює ступінь своєї згоди або незгоди з кожним судженням, від «повністю згоден» до «повністю не згоден». Сума оцінок кожного окремого судження дозволяє виявити установку особи з якого-небудь питання. Передбачається, що відношення до досліджуваного предмета засновані на простих несуперечливих судженнях і являють собою діапазон від однієї критичної точки, через нейтральну, до протилежної. Наприклад: від гуманізму до мізантропства, від релігійності до атеїзму.
Часто кожен пункт анкети супроводжується візуальним аналогом шкали, на який нанесені варіанти відповіді, і саме її помилково називають шкалою Лайкерта, однак насправді, шкала — це підсумкова сукупність відповідей на всі пункти анкети. Таким чином, вираз «шкала Лайкерта» може означати два різних поняття: (1) сумативний психометричний конструкт, тобто властивість, яка вимірюється сумою балів від усіх пунктів, що належать до цієї властивості; (2) оціночна (рейтингова) шкала для кожного окремого пункту.
Рейтингові шкали типу лайкертових (у 2-му сенсі) коректніше вважати порядковими, а не інтервальними за рівнем вимірювання, однак на практиці їх часто приймають за інтервальні, оскільки методів обробки інтервальних даних більше, і вони простіші. Сумативна шкала Лайкерта — оскільки вона підсумовує бали — трактує рейтингову шкалу пунктів як інтервальну (порядкові дані підсумувати неможливо).

## Структура опитувальника
Пункти опитувальника є простими ствердженнями, які особі потрібно оцінити, виходячи зі свого уявлення. Зазвичай використовується 5 градацій, наприклад:
1. Повністю не згоден
2. Не згоден
3. Десь посередині
4. Згоден
5. Повністю згоден

Формулювання тверджень підбираються залежно від завдань дослідника, формулювання відповіді теж можуть варіюватися, наприклад від «часто відвідую» до «ніколи не відвідую» або від «завжди купую» «ніколи не купую». Число градацій теж може бути різним (від трьох до дев'яти).

## Побудова шкали Лайкерта
Відбір суджень для шкали проводиться в процесі пілотного дослідження. Для цього створюється початковий перелік тверджень, який пропонується респондентам із групи, репрезентативною по відношенню до тієї установки, яку планується досліджувати надалі. Твердження повинні бути несуперечливі, прості в формулюваннях, однозначні для сприйняття.
Передбачається, що респонденти, які набирають високі бали за підсумковою шкалою, дають більш високі оцінки по конкретному пункту опитувальника, ніж ті, у кого загальний бал нижче.
Після того як отримані дані по вибірці, з первинного списку відбираються судження з найбільшою дискримінуючою здатністю щодо вимірюваної установки. Для цього вимірюється ступінь, з яким судження розділяє випробовуваних з протилежними установками, а також величина кореляції окремого судження з тієї чи іншою шкалою.

## Проблеми
При використанні шкали Лайкерта можна зіткнутися з рядом неточностей у зв'язку з тим, що респонденти найчастіше схильні:
- Уникати крайніх відповідей (тенденція до середнього);
- Уникати середніх відповідей (тенденція до полярності);
- Погоджуватися з твердженнями, не замислюючись (частково вплив цього фактора можна зменшити правильним балансом позитивних і негативних тверджень);
- Намагатися справити сприятливе враження, відповідаючи нещиро.

Очевидно, що шкала Лайкерта є порядковою на відміну від інших, однак її часто аналізують як інтервальну, припускаючи, що відмінностями між сусідніми балами можна знехтувати.

## Загальна інформація
Шкалу Лайкерта досить легко побудувати, вона забезпечує відносну надійність навіть при невеликій кількості суджень, і при цьому отримані дані легко обробляти. Ця шкала широко поширена в соціологічних, соціально-психологічних дослідженнях. Набагато рідше шкала Лайкерта використовується в маркетингових і економічних дослідженнях.